# كريس تاشيما
اسمه الكامل كريستوفر إينادومي تاشيما (بالإنجليزية: Christopher Inadomi Tashima)‏ هو ممثل ومخرج أمريكي ياباني ولد في يوم 24 مارس 1960 في مدينة كامبريدج في ماساتشوستس. بدأ مهمته في سنة 1985، أبرز إنجازاته هو فوز فيلمه فيزاس أند فيرتشوس في سنة 1997.